# Геоцентрични систем света
Геоцентрични систем света представља модел света у коме се у самом центру налази Земља, док сва остала небеска тела круже око ње.
Овај систем света развили су старогрчки филозофи Аристотел и Птолемеј, а захваљујући хришћанској цркви одржао се више од 15 векова.
Према моделу који је Птолемеј представио у свом делу 'Алмагест' Земља представља равну плочу око које се налазе сфере, по једна сфера за сваку планету (звезде луталице), Сунце, Месец и последња за звезде некретнице. У свом Зборнику, Птолемеј је говорио је да су звезде закачене за небеску сферу, да се Земља налази у њеном центру, а да Сунце и планете (тзв. луталице) круже око Земље. Птолемејев геоцентрични модел света објашњавао је кретање планета користећи комбинацију кругова. Птолемеј је допунио Аристотелову космолошку теорију, уводећи епицикле, ради објашњења „замршених“ кретања планета, тј. неравномерног кретање планета по небеском своду где праве петље, крећући се наизменично директно и ретроградно (напред-назад). Епицикл је у ствари, кружница по којој се креће планета, а центар епицикла се опет кружно равномерно окреће око Земље, односно2 центра система.
Два запажања подржала су идеју да је Земља центар универзума:
- Прво, чини се да се Сунце с било које тачке Земље окреће око Земље једном дневно. Иако Месец и планете имају своја кретања, чини се да се такође окрећу око Земље отприлике једном дневно. Чинило се да су звезде фиксиране на небеској сфери која се окреће једном дневно око осе која пролази кроз географске полове Земље.[1]
- Друго, изгледало је да се Земља не миче из перспективе посматрача везаног за земљу; осећа се чврсто, стабилно и непомично.

Антички грчки, антички римски и средњовековни филозофи обично су комбиновали геоцентрични модел са сферном Земљом, за разлику од старијег модела равне Земље који се подразумева у неким митологијама. На слици је приказана древна јеврејска вавилонска уранографија равне Земља са крутим куполастим надстрешницом која се зове небески свод (רקיע- rāqîa'). Међутим, грчки астроном и математичар Аристарх са Самоса (око 310. - 230. п. н. е.) развио хелиоцентрични модел постављајући све тада познате планете у њихов исправан редослед око Сунца. Стари Грци су веровали да су кретања планета кружна, што је став који у западној култури није оспораван све до 17. века, када је Јохан Кеплер постулирао да су орбите хелиоцентричне и елиптичне (први Кеплеров закон кретања планета). Године 1687, Њутн је показао да се елиптичне орбите могу извести из његових закона гравитације.